# Psalm van David

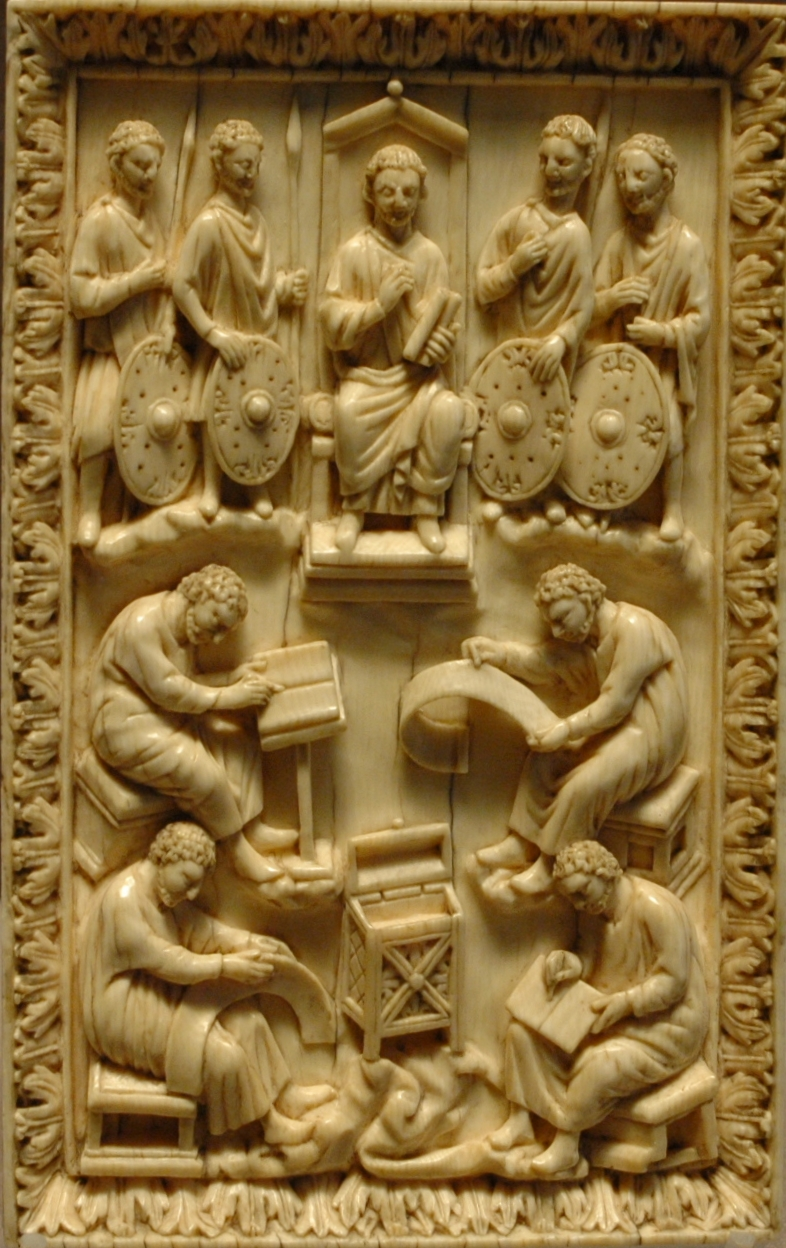
Middeleeuwse afbeelding van David die psalmen dicteert (Louvre)

Een psalm van David is een psalm uit het Bijbelboek Psalmen in de Hebreeuwse Bijbel, die in het opschrift verwijst naar de Israëlitische koning David. In het Hebreeuws staat er מִזְמוֹר לְדָוִד, mizmor ledavid, traditioneel opgevat als een aanduiding van auteurschap (le auctoris) en vertaald als "door David" (bijvoorbeeld in de Lutherbijbel) of "een psalm van David" (bijvoorbeeld in de Nieuwe Bijbelvertaling). Het voorzetsel לְ, le kan ook verwijzen naar de richting, zodat de uitdrukking weergegeven kan worden als "voor David" of "over David" of "behorend tot David". Daarmee wordt de messiaanse betekenis van de psalm voor het Joodse volk tot uitdrukking gebracht.
De psalmen van David vormen de grootste groep psalmen met een persoonsnaam, vóór de twaalf Asaf-psalmen en de twaalf Korach-psalmen.

## Historische evaluatie
In redactioneel historisch onderzoek sinds de 19e eeuw worden deze psalmopschriften doorgaans als secundair geclassificeerd. Er bestaat consensus onder Bijbelwetenschappers dat de psalmen van David niet door David zijn geschreven. Zo noemen sommige ervan de Joodse tempel (bijvoorbeeld 5:8) of de verwoesting ervan (51:20) of van de streek (69:36).
Het feitelijke tijdstip waarop de psalmen van David zijn ontstaan, is echter zeer controversieel en kan doorgaans niet met absolute zekerheid worden opgehelderd. Er wordt soms aangenomen dat ze hun oorsprong vinden in de Babylonische ballingschap en de periode daarna.

## Hebreeuwse Bijbel
73 psalmen in de Hebreeuwse Bijbel worden als "psalm van David" aangeduid. De meeste ervan zijn bij elkaar geplaatst; deze groepen worden 'Davidpsalter' genoemd, naar psalterium, een snaarinstrument dat naar verluidt werd gebruikt als begeleiding bij het zingen van psalmen:
- Psalm 3–41 (Davidpsalter I)
- Psalm 51–71 (Davidpsalter II)
- Psalm 86
- Psalm 101–103 (Davidpsalter III)
- Psalm 108–110 (Davidpsalter IV)
- Psalm 138–145 (Davidpsalter V)

In veertien psalmen van David wordt deze informatie aangevuld met biografische informatie over David volgens de boeken van Samuel. Hierdoor wordt David niet alleen een identificatiefiguur voor de psalmist, maar portretteert hij David ook op poëtische wijze. De volgende veertien psalmen bevatten verwijzingen naar verhalen over David:
- Psalm 3: "op de vlucht voor zijn zoon Absalom" (vgl. 2 Samuel 15:13-17)
- Psalm 7: "over de Benjameniet Kus (Simi)" (vgl. 2 Samuel 16:5; 19:16)
- Psalm 18: toen de Heer hem aan de greep van zijn vijanden had ontrukt, ook aan die van Saul" (vgl. 2 Samuel 22:1-51)
- Psalm 30: "bij de inwijding van de tempel" (vgl. 2 Samuel 6:17)
- Psalm 34: "toen hij zij aan het hof van Abimelech als een krankzinnige voordeed en pas wegging toen deze hem verjoeg" (vgl. 1 Samuel 21:11-16)
- Psalm 51: "toen de profeet Natan hem had bezocht, nadat hij met Batseba geslapen had" (vgl. 2 Samuel 12:1-15)
- Psalm 52: "toen de Edomiet Doëg naar Saul was gegaan en hem had meegedeeld: ‘David bevindt zich in het huis van Achimelech’" (vgl. 1 Samuel 22:9-10)
- Psalm 54: "toen de inwoners van Zif aan Saul waren gaan zeggen: ‘Weet u wel dat David zich bij ons schuilhoudt?’" (vgl. 1 Samuel 23:19)
- Psalm 56: "toen de Filistijnen hem in Gat hadden gegrepen" (vgl. 1 Samuel 21:11-12)
- Psalm 57: "toen hij voor Saul was gevlucht in een spelonk" (vgl. 1 Samuel 22:1)
- Psalm 59: "toen Saul opdracht had gegeven David thuis vast te houden en hem te doden" (vgl. 1 Samuel 19:11)
- Psalm 60: "toen hij vocht tegen de Arameeërs uit Naharaïm en Soba, en toen Joab op zijn terugtocht de Edomieten in de Zoutvallei versloeg, twaalfduizend man" (vgl. 2 Samuel 8:3-13)
- Psalm 63: "toen hij in de woestijn van Juda was" (vgl. 1 Samuel 23:14)
- Psalm 142: "toen hij in de spelonk was" (vgl. 1 Samuel 22:1)

### Septuagint
In de Septuagint, de Griekse vertaling van de Hebreeuwse Bijbel, worden tien extra psalmen 'psalm van David' genoemd (ψαλμὸς τῷ Δαυίδ, psalmos tō Dauid); in totaal 83.
Psalm 151, die is opgenomen in de Septuaginta-manuscripten, wordt in de (Hebreeuwse) Grote Psalmrol 11QPs a uit Qumran ook wel de 'Psalm van David' genoemd. Er staat ook dat David 3.600 lofliederen (tehilim) schreef.
Davidisering kan daarom worden gezien als een proces dat het schrijven van psalmen net zo goed aan David toeschrijft als wijsheid aan koning Salomo.

### Nieuwe Testament
In het Nieuwe Testament worden op sommige plaatsen citaten uit andere Psalmen gegeven met verwijzing naar David:
- Handelingen 4:25 uit Psalm 2
- Handelingen 2:25-28 uit Psalm 16
- Romeinen 4:6-8 uit Psalm 32
- Romeinen 11:9 uit Psalm 69
- Hebreeën 4:7 uit Psalm 95
- Matteüs 22:43-44 en parallelle passages (incl. Handelingen 2:34-35) uit Psalm 110

## Theologisch profiel
De meeste psalmen van David zijn individuele klaaggebeden en smeekbeden in tijden van vijandelijke nood, waaraan altijd psalmen van lofprijzing en dankzegging worden gekoppeld, die het horen van de klaagzang of de verlossing uit de nood beschrijven. De biddende 'Ik' in de psalmen van David is anders: soms is deze koninklijk en soeverein met een soortgelijk beeld van JHWH, hopend op verlossing vanuit de tempel, in andere gevallen verschijnt de vervolgde 'Ik' als arm en rechtvaardig, in de hoop dat JWHW gerechtigheid zal afdwingen.